# Zemeros celebensis
Zemeros celebensis är en fjärilsart som beskrevs av Hans Fruhstorfer 1899. Zemeros celebensis ingår i släktet Zemeros och familjen Riodinidae. Inga underarter finns listade i Catalogue of Life.